# نامه‌هایی از شیطان
نامه‌هایی از شیطان: نوشته گمشده انتان زاندر لاوی (به انگلیسی: Letters from the Devil: The Lost Writing of Anton Szandor LaVey)، مجلدی مشتمل بر بیش از چکیدهٔ ۶۰ مقاله روزنامه‌ای است که توسط انتان لاوی، بنیانگذار کلیسای شیطان نوشته شده‌اند.